# Aïn Sefra
Aïn Sefra (în arabă عين الصفراء) este o comună și oraș din provincia Naâma, Algeria.
Populația comunei este de 54.229 de locuitori (2008).